# Liste des sites Natura 2000 de Maine-et-Loire
Cet article recense les sites Natura 2000 de Maine-et-Loire, en France.

## Statistiques
Le Maine-et-Loire compte 14 sites classés Natura 2000. 9 bénéficient d'un classement comme site d'intérêt communautaire (SIC), 5 comme zone de protection spéciale (ZPS).

## Liste
| Site                                                                    | Type | Superficie (ha) | Fiche     | Coordonnées                        | Photo |
| ----------------------------------------------------------------------- | ---- | --------------- | --------- | ---------------------------------- | ----- |
| Basses vallées angevines, aval de la Mayenne et prairies de la Baumette | SIC  | +09 210,        | FR5200630 | 47° 33′ 29″ nord, 0° 32′ 05″ ouest |       |
| Cave Billard (Le Puy-Notre-Dame)                                        | SIC  | +0 0000,02      | FR5202001 | 47° 07′ 50″ nord, 0° 13′ 20″ ouest |       |
| Cave du Prieure et cave du Château (Cunault)                            | SIC  | +0 0006,        | FR5200636 | 47° 20′ nord, 0° 12′ ouest         |       |
| Cavités souterraines du Buisson et de La Seigneurie (Chemellier)        | SIC  | +00010,         | FR5200633 | 47° 21′ 02″ nord, 0° 20′ 21″ ouest |       |
| Cavités souterraines de l'hôtel Hervé (Cuon)                            | SIC  | +0 0006,        | FR5200634 | 47° 29′ 14″ nord, 0° 05′ 55″ ouest |       |
| Cavité souterraine de la Poinsonnière (Le Vieil-Baugé)                  | SIC  | +0 0004,        | FR5200635 | 47° 32′ 05″ nord, 0° 06′ 26″ ouest |       |
| Vallée du Loir de Bazouges à Vaas                                       | SIC  | +04 034,        | FR5200649 | 47° 41′ 28″ nord, 0° 06′ 22″ est   |       |
| Vallée de la Loire de Nantes aux Ponts-de-Cé et ses annexes             | SIC  | +16 522,        | FR5200622 | 47° 22′ 31″ nord, 0° 57′ 48″ ouest |       |
| Vallée de la Loire des Ponts-de-Cé à Montsoreau                         | SIC  | +05 161,        | FR5200629 | 47° 19′ 27″ nord, 0° 10′ 47″ ouest |       |
| Basses vallées angevines et prairies de la Baumette                     | ZPS  | +07 523,        | FR5210115 | 47° 34′ 12″ nord, 0° 31′ 20″ ouest |       |
| Champagne de Méron                                                      | ZPS  | +01 334,        | FR5212006 | 47° 06′ 50″ nord, 0° 05′ 20″ ouest |       |
| Lac de Rillé et forêts voisines d'Anjou et de Touraine                  | ZPS  | +43 957,        | FR2410016 | 47° 28′ 09″ nord, 0° 12′ 14″ est   |       |
| Vallée de la Loire de Nantes aux Ponts-de-Cé et ses annexes             | ZPS  | +15 714,        | FR5212002 | 47° 22′ 31″ nord, 0° 57′ 48″ ouest |       |
| Vallée de la Loire des Ponts-de-Cé à Montsoreau                         | ZPS  | +05 157,        | FR5212003 | 47° 19′ 27″ nord, 0° 10′ 47″ ouest |       |